# Hemipyrellia jucunda
Hemipyrellia jucunda är en tvåvingeart som först beskrevs av Kirby 1888.  Hemipyrellia jucunda ingår i släktet Hemipyrellia och familjen spyflugor. Inga underarter finns listade i Catalogue of Life.